# استپه میوچیچ
'استیپه میوچیچ (به انگلیسی: Stipe Miocic) (متولد؛ ۱۹ اوت ۱۹۸۲ اوکلید، اوهایو) یک مبارز هنرهای رزمی ترکیبی آمریکایی-کرواسیایی است.

## زندگی شخصی
استیپه میوچیچ (به کرواتی: Stipe Miocic) (زادهٔ ۱۹ اوت ۱۹۸۲ در اوکلید، اوهایو، ایالات متحده آمریکا) اصالتاً اهل کرواسی، مبارز سنگین‌وزن هنرهای رزمی ترکیبی در کمپانی یواف‌سی است. وی قبل از شروع هنرهای رزمی ترکیبی قهرمان اسبق بوکس دستکش طلایی و کشتی‌گیر بخش اول ncaa در دانشگاه ایالتی کلیولند بود. او در رویداد UFC198 فابریسیو وردوم را در راند اول ناک‌اوت کرد و قهرمان سنگین‌وزن یواف‌سی شد. او تنها مبارز سنگین‌وزن یواف‌سی است که توانست سه بار از عنوان قهرمانی‌اش دفاع کند. استیپه میوچیچ شماری از بهترین مبارزان سنگین‌وزن یواف‌سی مانند فرانسیس انگانو، جونیور دوس سانتوس، الیستر آوریم، فابریسیو وردوم، آندری آرلوفسکی، مارک هانت، روی نلسون و[دنیل کورمیر]… را شکست داده است.